# NGC 1044
NGC 1044 је елиптична галаксија у сазвежђу Кит која се налази на NGC листи објеката дубоког неба.
Деклинација објекта је + 8° 44' 19" а ректасцензија 2h 41m 6,1s. Привидна величина (магнитуда) објекта NGC 1044 износи 13,4 а фотографска магнитуда 14,4. NGC 1044 је још познат и под ознакама MCG 1-7-23, CGCG 414-38, NPM1G +08.0088, PGC 10174.